# Adoufe
Adoufe ist ein Ort und eine ehemalige Gemeinde (Freguesia) im portugiesischen Kreis (Concelho) von Vila Real. In ihr leben 2166 Einwohner (Stand 30. Juni 2011).
Am 29. September 2013 wurden die Gemeinden Adoufe und Vilarinho de Samardã zur neuen Gemeinde União das Freguesias de Adoufe e Vilarinho de Samardã zusammengeschlossen.

## Geschichte
Der Ort Coêdo erhielt 1212 Stadtrechte, 1253 der Ort Gravelos. König D.Sancho II. gab die gesamte Gemeinde Adoufe 1238 an das Erzbistum Braga. In den königlichen Aufzeichnungen von 1530 wurde Adoufe dann bereits als eine Gemeinde des Kreises Vila Real geführt.

## Kultur und Sehenswürdigkeiten
Die denkmalgeschützte Steinbrücke Ponte de Pedra führt über den Rio Corgo.
Zu den weiteren Baudenkmälern der Gemeinde zählen zwei Schulgebäude und verschiedene Sakralbauten, darunter die Gemeindekirche Igreja Paroquial de Adoufe, nach ihrer Schutzpatronin auch Igreja de Santa Maria.

## Gemeinde
Der Ort Adoufe war Namensgeber der gleichnamigen Gemeinde (Freguesia). Ihr Verwaltungssitz lag im Ort Gravelos.
Folgende Ortschaften lagen in der Gemeinde:
| - Adoufe - Borbelinha - Calçada - Côedo - Couto - Escariz | - Gravelos - Minhava - Paredes - Rebordinho - Testeira - Vila Seca |

## Bevölkerungsentwicklung
| Einwohnerzahl in der Gemeinde Adoufe (1801–2011) | Einwohnerzahl in der Gemeinde Adoufe (1801–2011) | Einwohnerzahl in der Gemeinde Adoufe (1801–2011) | Einwohnerzahl in der Gemeinde Adoufe (1801–2011) | Einwohnerzahl in der Gemeinde Adoufe (1801–2011) | Einwohnerzahl in der Gemeinde Adoufe (1801–2011) | Einwohnerzahl in der Gemeinde Adoufe (1801–2011) | Einwohnerzahl in der Gemeinde Adoufe (1801–2011) | Einwohnerzahl in der Gemeinde Adoufe (1801–2011) | Einwohnerzahl in der Gemeinde Adoufe (1801–2011) | Einwohnerzahl in der Gemeinde Adoufe (1801–2011) | Einwohnerzahl in der Gemeinde Adoufe (1801–2011) | Einwohnerzahl in der Gemeinde Adoufe (1801–2011) | Einwohnerzahl in der Gemeinde Adoufe (1801–2011) | Einwohnerzahl in der Gemeinde Adoufe (1801–2011) | Einwohnerzahl in der Gemeinde Adoufe (1801–2011) | Einwohnerzahl in der Gemeinde Adoufe (1801–2011) |
| 1801                                             | 1849                                             | 1864                                             | 1878                                             | 1890                                             | 1900                                             | 1911                                             | 1920                                             | 1930                                             | 1940                                             | 1950                                             | 1960                                             | 1970                                             | 1981                                             | 1991                                             | 2001                                             | 2011                                             |
| ------------------------------------------------ | ------------------------------------------------ | ------------------------------------------------ | ------------------------------------------------ | ------------------------------------------------ | ------------------------------------------------ | ------------------------------------------------ | ------------------------------------------------ | ------------------------------------------------ | ------------------------------------------------ | ------------------------------------------------ | ------------------------------------------------ | ------------------------------------------------ | ------------------------------------------------ | ------------------------------------------------ | ------------------------------------------------ | ------------------------------------------------ |
| 931                                              | 1 280                                            | 1 385                                            | 1 478                                            | 1 549                                            | 1 630                                            | 1 602                                            | 1 464                                            | 1 678                                            | 1 663                                            | 1 903                                            | 1 724                                            | 1 399                                            | 1 910                                            | 1 912                                            | 2 067                                            | 2 155                                            |

Quelle: Statistiken und Archive des INE